# D. J. Gugenheim
D. J. Gugenheim ist ein US-amerikanischer Filmproduzent.

## Karriere
Gugenheim begann seine Filmkarriere als Produzent mit dem Kurzfilm Myopia. Danach arbeitete er zehn Jahre lang als Studiomanager, bevor er mit The Crucifixion als Filmproduzent zurückkehrte. Im Jahr 2018 arbeitete er erstmals mit Brady Corbet am Filmdrama Vox Lux zusammen. Darauf folgten weitere Produktionen. Schließlich arbeiteten sie 2024 erneut zusammen, woraus das Filmepos Der Brutalist entstand. Dafür ist Gugenheim mit Brian Young, Andrew Morrison und Nick Gordon bei der Oscarverleihung 2025 für den Besten Film nominiert. Dabei gehörte er zu den Produzenten, deren Name erst verspätet bekannt gegeben wurde.

## Filmografie (Auswahl)
- 2005: Myopia (Kurzfilm; Produktion, Buch, Schnitt)
- 2017: The Crucifixion
- 2017: Kidnap
- 2017: November Criminals
- 2018: Vox Lux
- 2018: High Life
- 2019: Light Years
- 2022: Black as U R
- 2022: Alles ist möglich
- 2022: A Tree of Life: The Pittsburgh Synagogue Shooting
- 2024: Der Brutalist (The Brutalist)
- 2024: Pride/Prom

## Auszeichnungen
- 2025: CIC-Award-Nominierung in der Kategorie Bester Independentfilm für Der Brutalist
- 2025: NDFS-Award-Nominierung in der Kategorie Bester Film für Der Brutalist
- 2025: Gold-Derby-Award-Nominierung in der Kategorie Bester Film für Der Brutalist
- 2025: BAFTA-Nominierung in der Kategorie Bester Film für Der Brutalist
- 2025: Oscar-Nominierung in der Kategorie Bester Film für Der Brutalist